# Новогеоргієвка (Шарлицький район)
Новогео́ргієвка (рос. Новогеоргиевка) — селище у складі Шарлицького району Оренбурзької області, Росія.

## Населення
Населення — 36 осіб (2010; 90 у 2002).
Національний склад (станом на 2002 рік):
- росіяни — 87 %